# Piper betle
Il betel (Piper betle L.) è una pianta appartenente alla famiglia delle Piperacee.
La foglia di betel è per lo più consumata in Asia, e in altre parti del mondo, come nel betelquid o nel paan, con noce di Areca e/o tabacco.

## Descrizione
La pianta di betel è un sempreverde perenne, con foglie lucide a forma di cuore e amento bianco.

## Distribuzione e habitat
La pianta di betel è originaria del sud-est asiatico.

## Coltivazione

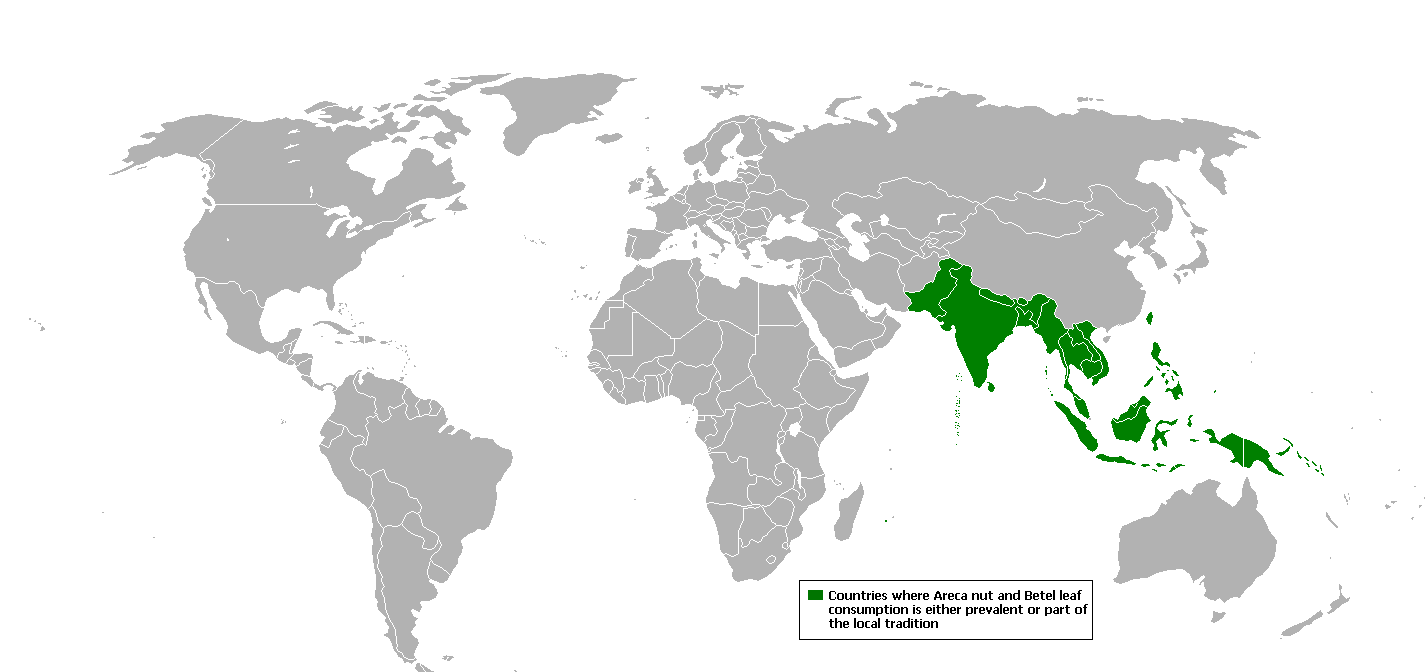
Consumo di foglie di betel e noce di Areca nel mondo

La foglia di betel è coltivata soprattutto nell'Asia meridionale e sud-orientale, dal Pakistan alla Papua Nuova Guinea. Ha bisogno di un tronco di un albero o di un palo lungo per il supportare e sorreggere il fusto della pianta. Il betel richiede terreno fertile ben drenato. I terreni allagati, salini e alcali non sono adatti alla sua coltivazione.
Nello Sri Lanka e in molte parti dell'India un fascio di foglie di betel viene tradizionalmente offerto come segno di rispetto e di buon auspicio.